# Семич, Лион
Лион Семич (нем. Lion Semić; род. 13 сентября 2003, Фритцлар, Швальм-Эдер) — немецкий футболист, крайний защитник клуба «Оснабрюк».

## Клубная карьера
Лион начал заниматься футболом в любительской команде ФСГ «Гуденсберг» в возрасте 5 лет. В 2017 году он присоединился к академии дортмундской «Боруссии». 31 мая 2022 года Семич подписал свой первый профессиональный контракт с «Боруссией».

## Карьера в сборной
Лион Семич выступал за все сборные Германии в возрасте от 16 до 19 лет.